# Sirius Satellite Radio
A Sirius Satellite Radio é um prestador de serviço de rádio via satélite que operam na América do Norte, de propriedade da Sirius XM Radio.
Com sede em Nova York, com pequenos estúdios em Los Angeles e Memphis, a Sirius foi lançada oficialmente em 01 de julho de 2002, e atualmente oferece 69 streams (canais) de música e 65 correntes de esportes, notícias e entretenimento aos ouvintes. Streams de música na Sirius transmite uma grande variedade de gêneros, transmitindo 24 horas por dia, sem intervalos comerciais, e sem censura. Um subconjunto de canais Sirius de música é incluído como parte de serviço da Dish Network TV via satélite. Os canais Sirius são identificados pela Arbitron com o rótulo de "SR" (por exemplo, "SR120", "SR9", "SR17").
A Sirius lançou seu serviço de rádio em quatro estados em 14 de fevereiro de 2002, a expansão do serviço para o resto dos EUA continental até julho do mesmo ano. Em 16 de outubro de 2006, a Sirius anunciou que iria lançar a Sirius Internet Radio, com 78 de seus 135 canais de estar disponível em todo o mundo na internet para qualquer um dos seus assinantes com um nome de usuário e senha válidos.
Em 29 de julho de 2008, a Sirius concluiu formalmente a sua fusão com a antiga concorrente XM Satellite Radio. A empresa combinada começou a operar sob o nome de Sirius XM Radio. Em 12 de novembro de 2008, a Sirius e XM começou a transmitir com os seus novos, canais lineups combinados.
A partir da Q1 de 2013, a Sirius XM tem um total de 24,4 milhões de assinantes.

## Satélites
| Satélite   | Fabricante          | Data do lançamento     | Veículo de lançamento | Estado    | Nota                            |
| ---------- | ------------------- | ---------------------- | --------------------- | --------- | ------------------------------- |
| Sirius FM1 | Space Systems/Loral | 30 de junho de 2000    | Proton-K/Blok-DM3     | Ativo     | Também conhecido por Radiosat 1 |
| Sirius FM2 | Space Systems/Loral | 05 de setembro de 2000 | Proton-K/Blok-DM3     | Ativo     | Também conhecido por Radiosat 2 |
| Sirius FM3 | Space Systems/Loral | 30 de novembro de 2000 | Proton-K/Blok-DM3     | Ativo     | Também conhecido por Radiosat 3 |
| Sirius FM4 | Space Systems/Loral | Não foi lançado        |                       | Cancelado | Também conhecido por Radiosat 4 |
| Sirius FM5 | Space Systems/Loral | 30 de outubro de 2009  | Proton-M/Briz-M       | Ativo     | Também conhecido por Radiosat 5 |
| Sirius FM6 | Space Systems/Loral | 25 de outubro de 2013  | Proton-M/Briz-M       | Ativo     | Também conhecido por Radiosat 6 |